# Helena Victoria van Sleeswijk-Holstein-Sonderburg-Augustenburg

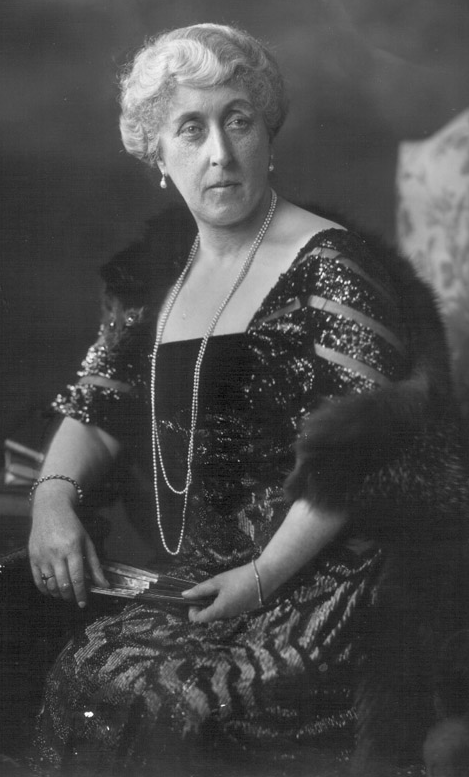
Prinses Helena Victoria

Helena Victoria (Victoria Louise Sophia Augusta Amelia Helena) van Sleeswijk-Holstein-Sonderburg-Augustenburg (Windsor, 3 mei 1870 – Londen, 13 maart 1948) was als kleindochter van koningin Victoria van het Verenigd Koninkrijk lid van de Britse koninklijke familie. 

## Leven
Helena Victoria werd geboren te Frogmore House, een landhuis op het landgoed van Windsor Castle. Ze was het derde kind en de oudste dochter van prins Christiaan van Sleeswijk-Holstein-Sonderburg-Augustenburg en prinses Helena, de derde dochter van koningin Victoria. Prinses Helena Victoria werd gedoopt met de namen “Victoria Louise Sophia Augusta Amelia Helena”, maar gebruikte officieel de namen “Helena Victoria”. Ze stond bij haar familie bekend als “Thora”. Ze kreeg bij haar geboorte de titel “Prinses van Sleeswijk-Holstein-Sonderburg-Augustenburg”.
Prinses Helena Victoria is nooit getrouwd. Ze volgde haar moeders voorbeeld en werkte voor veel liefdadigheidsinstellingen, waaronder de “Young Women’s Christian Association” (YWCA) en de “Princess Christian Nursing Home” te Windsor. Tijdens de Eerste Wereldoorlog stichtte ze de “YWCA Women’s Auxiliary Force” op. Als voorzitter van deze organisatie bezocht ze regelmatig de Britse troepen in Frankrijk. Tussen de twee wereldoorlogen waren zij en haar jongere zus Marie Louise beschermvrouwen van de muziek in Shomberg House, hun huis in Londen. Dit huis raakte ernstig beschadigd na een Duits bombardement in 1940, waarna de zussen moesten verhuizen.
Na de Tweede Wereldoorlog ging de gezondheid van de prinses erg achteruit en zat ze in een rolstoel. Ze maakte haar laatste publieke optreden tijdens de bruiloft van prinses Elizabeth van het Verenigd Koninkrijk, de latere koningin, met Philip Mountbatten. Prinses Helena Victoria stierf in haar huis in Londen. Haar begrafenis vond plaats in de St. George’s Kapel van Windsor Castle. Ze werd begraven te Frogmore.

## Titels en onderscheidingen
Prinses Helena Victoria werd geboren met de titel Hare Hoogheid Prinses Helena Victoria van Sleeswijk-Holstein-Sonderburg-Augustenburg. Als prinses van Sleeswijk-Holstein-Sonderburg-Augustenburg had ze eigenlijk de aanspreektitel Doorluchtige Hoogheid, maar koningin Victoria had in 1866 besloten dat de kinderen van Helena en Christiaan van Sleeswijk-Holstein-Sonderburg-Augustenburg de aanspreektitel Hoogheid zouden krijgen. Deze aanspreektitel was echter alleen geldig in het Verenigd Koninkrijk, niet in Duitsland. In 1917 ontstond er een anti-Duitse sfeer in het Verenigd Koninkrijk, waarop koning George V besloot de naam van het koninklijk huis te veranderen van Huis Saksen-Coburg en Gotha naar Huis Windsor. Ook deden hij en zijn familieleden afstand van hun Duitse titels en achternamen. Prinses Helena Victoria en haar zus Marie Louise besloten afstand te doen van de naam Van Sleeswijk-Holstein-Sonderburg-Augustenburg, waarna ze simpelweg geen achternaam meer droegen. Helena Victoria werd dus voortaan Hare Hoogheid Prinses Helena Victoria.
De prinses ontving verschillende onderscheidingen, waaronder die van “Lady of the Order of Victoria and Albert” (VA) in 1883, “Lady of the Order of the Crown of Inda” (CI) in 1889 en “Dame Grootkruis in de Orde van het Britse Rijk (GBE) in 1918. Ze mocht de bijbehorende letters vervolgens achter haar naam zetten.